# Menschenjagd (Roman)
Menschenjagd (im Original The Running Man) ist ein Roman des US-amerikanischen Autors Stephen King, der als vierter Roman unter Kings Pseudonym „Richard Bachman“ herausgegeben wurde. Veröffentlicht wurde er durch den NAL-Verlag im Jahre 1982. Die deutsche Übersetzung von Nora Jensen veröffentlichte der Heyne Verlag im selben Jahr. 1987 wurde das Buch unter dem Titel Running Man mit Arnold Schwarzenegger in der Hauptrolle verfilmt.

## Inhalt
Der Roman spielt in einer nahen Zukunft – dem Jahre 2025 – und handelt von dem arbeitslosen Familienvater Benjamin Stuart Richards, der mit seiner Frau Sheila Catherine und seiner schwerkranken Tochter Catherine Sarah in der sogenannten Co-op-City, einer Slum-ähnlichen Wohnsiedlung, wohnt. Die Regierung und die öffentlichen Fernsehanstalten haben sich zu großen Allianzen zusammengefunden, Demokratie findet faktisch nicht mehr statt, und die Großstädte sind infolge der jahrelangen Misswirtschaft total verseucht.
Im Fernsehen des Jahres 2025 finden makabere Gameshows statt. Mit Spielen wie „Tretmühle zum Reichtum“, an denen nur chronisch Herz-, Leber- oder Lungenkranke teilnehmen können, werden die Zuschauer unterhalten. Populärste Show des Jahres 2025 ist die Spielshow „Menschenjagd“ („Running Man“), in der Zuschauer und zu der Fernsehanstalt gehörige Jäger einen jeweiligen Kandidaten jagen und möglichst medienwirksam zu töten versuchen. Hierbei kommen oft nichtbeteiligte Personen zu Schaden.
Um die benötigten Medikamente für seine Tochter Cathy kaufen zu können, fällt Ben Richards den Entschluss, sich zum Wolkenkratzer der Fernsehanstalt zu begeben und für eine der Gameshows des Senders zu bewerben, was schließlich mit einer Teilnahme bei „Running Man“ auch klappt. Für jede überlebte Stunde sind ihm bzw. seiner ihn beerbenden Frau 100 Dollar versprochen. Sollte er es schaffen, einen gesamten Monat zu überleben, würde Ben den Jackpot und sein Leben gewinnen. Zum Beweis seines Lebens muss Richards sich zweimal am Tag zehn Minuten mit einer Kamera selbst filmen und die Filme an die Gameshow schicken. Sollte er dies nicht tun, bekäme seine Frau kein Geld mehr. Mithilfe einiger Tricks, der nötigen Prise Glück und eines Freundes und Passfälschers in der Co-op-City gelingt es Ben, den Jägern mehrfach zu entwischen; meist jedoch nur knapp. Immer wieder versucht Ben Richards, die Missstände der armen Bevölkerung anzuprangern.
Insbesondere weist er auf die günstige Herstellung von DIY-Nasenfiltern hin, da die Menschen aufgrund von Umweltverschmutzung vermehrt an Krebs erkranken.
Schließlich spüren die Jäger den schwerverletzten Ben Richards doch noch vor Ablauf der Zeit auf. Dieser schafft es jedoch, mithilfe einer Geisel ein Flugzeug zu entführen. An Bord der Maschine macht ihm der Leiter der Fernsehanstalt per Videokonferenz ein Angebot: Ben solle fortan selbst als Jäger in dem Spiel „Running Man“ arbeiten. Gleichzeitig erfährt Ben, dass seine Frau und sein Kind bei einem Überfall gestorben sind. Sinnentleert und physisch wie psychisch am Ende, steuert Ben die Maschine in den Wolkenkratzer der Fernsehanstalt.

## Verfilmung
Der Roman wurde 1987 unter dem Titel Running Man von Paul Michael Glaser mit Arnold Schwarzenegger in der Rolle des Ben Richards verfilmt. Der Film unterscheidet sich jedoch wesentlich vom Roman, was von Stephen-King-Fans häufig kritisiert wurde. Der Roman diente trotz Übernahme der Grundidee und der Namen der Protagonisten eher als lose Vorlage für die Verfilmung, in der auch die gesellschaftskritische Haltung des Romans eine andere Rolle spielte.
Die Handlung des Films spielt im Jahre 2017, Ben Richards ist Pilot eines Helikopters. Eine Wirtschaftskrise hat stattgefunden, und insoweit wird die depressive Grundstimmung des Romans in den Film übernommen. Statt der Menschenjagd im gesamten Land werden die Wettkämpfe in speziell errichteten Arenen ausgetragen.

## Ausgaben
- Stephen King: Menschenjagd („Running Man“). Neuaufl. Heyne, München 2011, ISBN 978-3-453-43580-3.
- Stephen King: Running Man. Signet Books, New York 1982, ISBN 0-451-15122-4.